# Karun Chandhok
Karun Chandhok (ur. 19 stycznia 1984 w Ćennaj) – indyjski kierowca wyścigowy. W sezonie 2010 kierowca Formuły 1 w zespole Hispania Racing F1 Team. Drugi w historii indyjski kierowca w tej serii wyścigowej. Uczestnik serii GP2 w latach 2007–2009. Syn byłego mistrza Indii w rajdach samochodowych Vicky’ego Chandhoka. W sezonie 2011 pełnił funkcję kierowcy rezerwowego w zespole Team Lotus.
Chandhok jest ambasadorem toru Buddh International Circuit i organizatora Grand Prix Indii Formuły 1, którym jest przedsiębiorstwo Jaypee Sports International, oraz konsultantem w kwestiach związanych z organizacją tych zawodów.

## Życie prywatne
Urodził się 19 stycznia 1984 w Ćennaj. Jest kawalerem, nie ma dzieci. Ma 175 cm wzrostu i waży 69 kg. Jego ojciec, Vicky Chandhok, jest byłym mistrzem Indii w rajdach samochodowych i jednym z organizatorów Grand Prix Indii Formuły 1.

## Życiorys

### Początki kariery
Podobnie jak większość innych kierowców Formuły 1 swoją karierę wyścigową rozpoczął od wyścigów kartingowych. W 2000 roku zadebiutował w oficjalnych zawodach wygrywając indyjską serię wyścigową Formuła Maruti.
Rok później wziął udział w azjatyckiej Formule 2000. Wygrał 8 z 14 rozegranych wyścigów, tylko raz nie stając na podium, dzięki czemu zdobył tytuł mistrzowski. Pod koniec roku na testy zaprosił go ówczesny mistrz konstruktorów Brytyjskiej Formuły 3 Carlin Motorsport.
W 2002 podpisał kontrakt z występującym w tej samej serii wyścigowej zespołem T-Sport. Przez pierwsze dwa lata startował w klasie National zajmując kolejno 6c v6jrn. oraz 3. miejsce w klasyfikacji generalnej. W sezonie 2004 przeszedł do głównej klasy Brytyjskiej Formuły 3, w której ostatecznie zajął 14. miejsce w klasyfikacji końcowej. W tym samym roku wystartował również w dwóch ostatnich wyścigach serii World Series by Nissan, jednak nie zdobył punktów.
W 2005 przeniósł się na stałe do serii World Series by Renault, gdzie reprezentował barwy ekipy RC Motorsport. Jednak po 5 wyścigach, w których nie zdobył punktów, zakończył współpracę z zespołem. W tym samym roku startował również w A1 Grand Prix reprezentując zespół Indii. Jednakże po 3 wyścigach zastąpił go inny indyjski kierowca Armaan Ebrahim. W kolejnym sezonie przeniósł się do Azjatyckiej Formuły Renault V6. Chandhok wygrał siedem z dwunastu wyścigów i zgromadził 131 punktów, wyprzedzając drugiego w klasyfikacji generalnej Matthew Hallidaya o 24 punkty.

### Seria GP2

#### 2007
W marcu 2007 podpisał kontrakt z włoskim zespołem Durango, występującym w serii GP2. 16 września 2007 na torze Circuit de Spa-Francorchamps w belgijskim Stavelot odniósł swoje pierwsze zwycięstwo w tej serii wyścigowej. Ostatecznie w klasyfikacji generalnej zajął 15. miejsce z dorobkiem 16 punktów. Przegrał jednak rywalizację z drugim kierowcą Durango Borją Garcíą. W listopadzie wziął udział w dwudniowych testach bolidów Formuły 1 należących do zespołu Red Bull Racing na torze Circuit de Catalunya w Barcelonie.

#### 2008

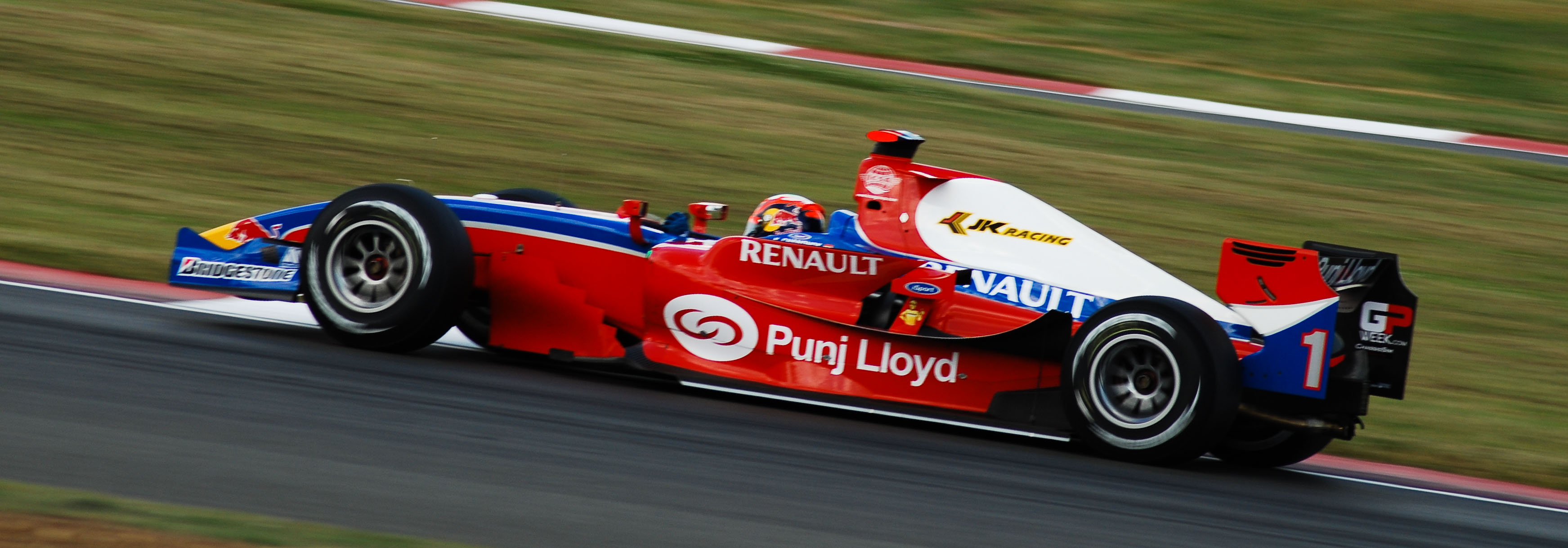
Karun Chandhok na torze Silverstone Circuit podczas sezonu 2008

W grudniu podpisał kontrakt na sezon 2008 z zespołem iSport International, gdzie jego partnerem wyścigowym był Bruno Senna. W przerwie przed rozpoczęciem sezonu GP2 wystartował w pierwszej edycji zimowej azjatyckiej serii GP2, gdzie z łączną sumą 7 punktów został sklasyfikowany na 13. pozycji. Jego wyniki były lepsze niż rok wcześniej – zdobył niemal dwukrotnie więcej punktów i trzykrotnie stawał na podium. Ponadto wygrał również wyścig na torze Hockenheimring w niemieckim Hockenheim. W klasyfikacji generalnej zajął ostatecznie 10. miejsce, jednak podobnie jak rok wcześniej wyraźnie przegrał rywalizację z drugim kierowcą jego zespołu – Bruno Senną, który zdobył tytuł wicemistrzowski.

#### 2009

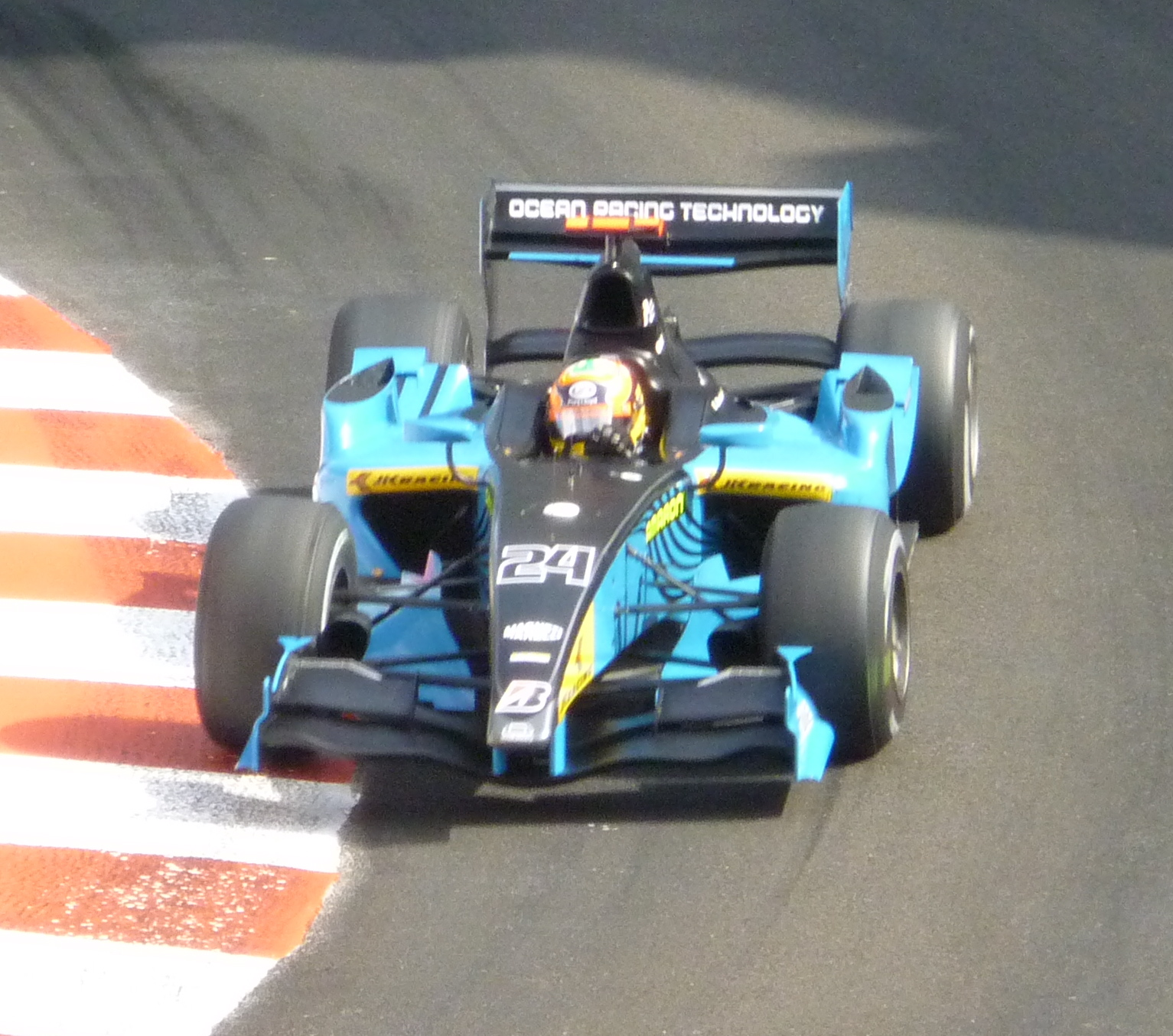
Karun Chandhok podczas Grand Prix Monako w sezonie 2009

W przerwie przed rozpoczęciem sezonu GP2 wystartował w dwóch wyścigach drugiej edycji zimowej azjatyckiej serii GP2, jednak nie zdobył w nich punktów. Przed kolejnym sezonem GP2 był łączony z iSport International, w którym występował rok wcześniej oraz zespołem Force India występującym w Formule 1. Ostatecznie przeniósł się jednak do utworzonego przez byłego kierowcę Formuły 1 Tiago Monteiro zespołu Ocean Racing Technology. Hindus w 20 wyścigach sezonu raz stanął na podium, a w klasyfikacji generalnej zajął 18. miejsce z dorobkiem 10 punktów. Ponadto po raz kolejny osiągał słabsze wyniki od partnera z zespołu.

### Formuła 1

#### Przed sezonem 2010
Chandhok po raz pierwszy za kierownicą bolidu Formuły 1 zasiadł w listopadzie 2007, kiedy to wziął udział w dwudniowych testach bolidów zespołu Red Bull Racing na torze Circuit de Catalunya w Barcelonie. Z racji swojej narodowości wielokrotnie przymierzany był do startów w barwach Force India, jednak nigdy nie podpisał kontraktu z tym zespołem.

#### 2010

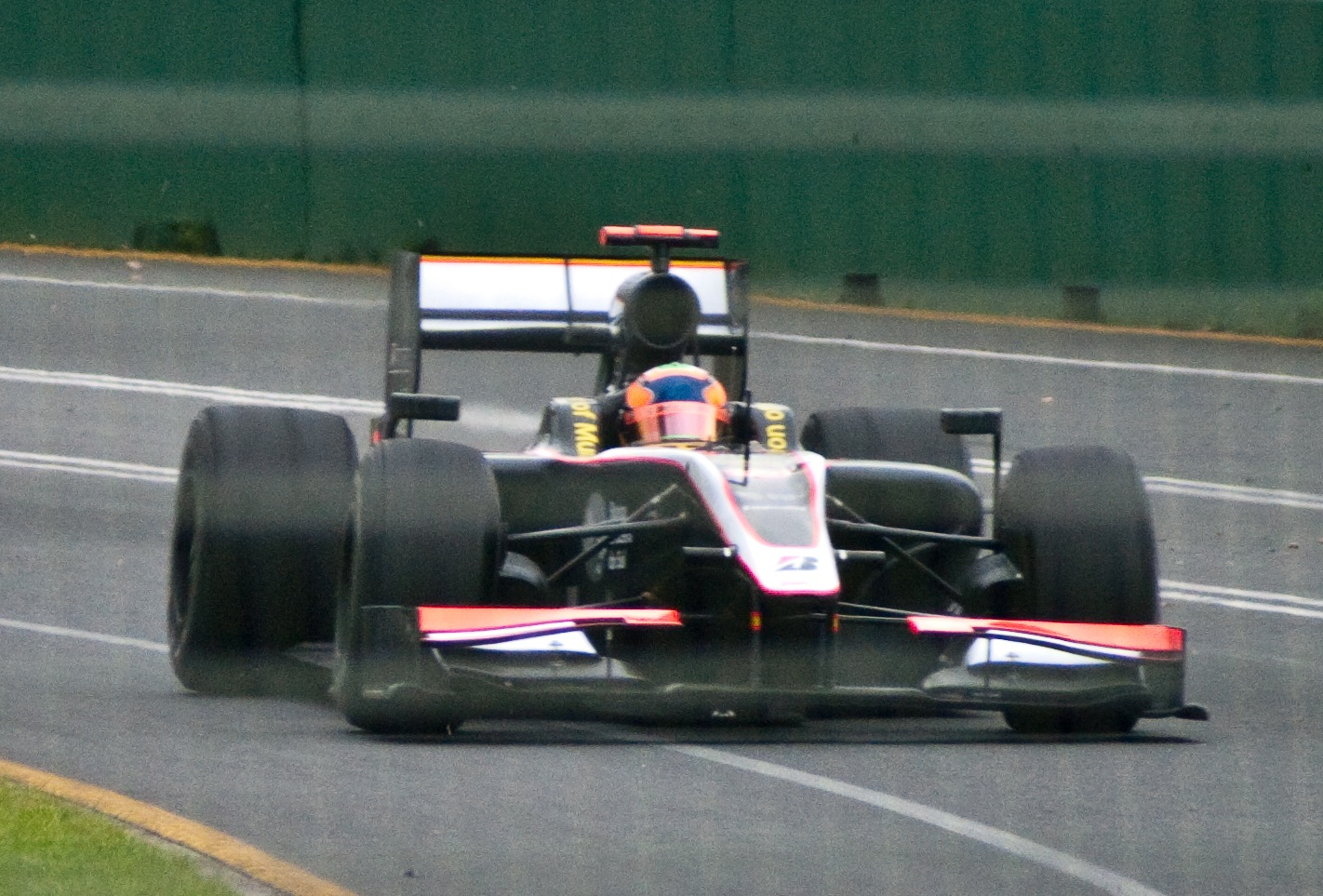
Chandhok podczas Grand Prix Australii 2010

4 marca 2010 został oficjalnie ogłoszony etatowym kierowcą zespołu Hispania Racing F1 Team, gdzie jego partnerem wyścigowym był Bruno Senna.
Za kierownicą bolidu Hispania F110 zadebiutował 13 marca 2010, podczas kwalifikacji do Grand Prix Bahrajnu 2010, w których zajął ostatnie miejsce ze stratą prawie 2 sekund do przedostatniego Senny. Dzień później wystartował w swoim pierwszym wyścigu w Formule 1, jednak rozbił się na pierwszym okrążeniu i musiał zrezygnować z dalszej rywalizacji.
Dwa tygodnie później podczas Grand Prix Australii 2010 ponownie zajął 24. miejsce w kwalifikacjach. Dzień później, 28 marca, ukończył swój pierwszy wyścig w historii startów w Formule 1 dojeżdżając do mety na 14. miejscu, ze stratą 5 okrążeń do lidera.

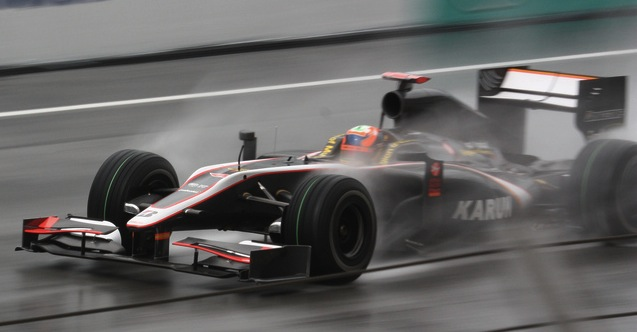
Hindus podczas kwalifikacji do GP Malezji

Tydzień później na torze Sepang International Circuit podczas Grand Prix Malezji w kwalifikacjach zajął 22. miejsce, będące dotychczas jego najlepszym osiągnięciem w kwalifikacjach. W samym wyścigu zajął 15. pozycję ze stratą 3 okrążeń do lidera, dzięki czemu wyprzedził dwóch innych kierowców, którzy również ukończyli wyścig – Bruno Sennę i Jarno Trullego.
17 kwietnia, podczas kwalifikacji do Grand Prix Chin został ukarany przesunięciem na starcie wyścigu o 5 pozycji do tyłu za naruszenia plomb skrzyni biegów, jednak z racji zajętego w kwalifikacjach ostatniego miejsca nie wpłynęło to na jego miejsce na starcie. Ostatecznie, z powodu wymiany pompy hydraulicznej, wystartował jednak z alei serwisowej, a wyścig ukończył na 17. pozycji.
Podczas kwalifikacji do Grand Prix Hiszpanii zajął 23. miejsce, jednak z powodu nieregulaminowej zmiany skrzyni biegów ponownie został cofnięty o 5 pozycji na starcie i ostatecznie wystartował z 24. pola startowego. W wyścigu, podczas dublowania, brał udział w dwóch kolizjach – najpierw z Felipe Massą na 24. okrążeniu, a następnie z Jaime Alguersuarim na 29. okrążeniu. Po drugiej z tych kolizji Chandhok zjechał do alei serwisowej, a niedługo po powrocie na tor zjechał na pobocze i zrezygnował z dalszej rywalizacji.
W kwalifikacjach do Grand Prix Monako uzyskał najsłabszy czas ze wszystkich zawodników, jednak ostatecznie, w wyniku startu z alei serwisowej Fernando Alonso, do wyścigu ruszył z 23. pola startowego. W wyniku licznych neutralizacji i wycofania się z rywalizacji 9. innych kierowców Chandhok awansował na 14. miejsce. Na 74. okrążeniu, w zakręcie Rascasse, uległ kolizji z Jarno Trullim, w wyniku której musiał wycofać się z wyścigu, jednak zgodnie z przepisami Formuły 1 został sklasyfikowany na 14. pozycji.
W kwalifikacjach do Grand Prix Turcji był ostatni, jednakże Lucas Di Grassi startował z alei serwisowej, stąd też Chandhok ponownie ruszał z 23. miejsca. W wyścigu Hindus zajął ostatnie, 20. miejsce.
Przed Grand Prix Kanady Chandhok po raz kolejny w sposób nieregulaminowy wymienił skrzynię biegów, za co otrzymał karę obniżenia pozycji startowej o pięć miejsc, jednak nie miało to wpływu na jego pozycję startową, gdyż w kwalifikacjach zajął ostatnie, 24. miejsce. W wyścigu Chandhok był 18, wyprzedzając di Grassiego.
W kwalifikacjach do Grand Prix Europy Chandhok był uzyskał lepszy czas od Senny i zajął 23. pozycję. W wyścigu był osiemnasty, wyprzedzając Timo Glocka, Sennę i Trullego.
Kwalifikacje do Grand Prix Wielkiej Brytanii Chandhok ukończył na 23. miejscu, przed zastępującym Sennę Sakonem Yamamoto. Wyścig ukończył na 19. miejscu, wyprzedzając Yamamoto.
Po Grand Prix Wielkiej Brytanii do zespołu wrócił Senna, a Chandhok został zastąpiony przez Yamamoto i nie wystartował już w żadnym wyścigu sezonu 2010. W styczniu 2011 roku zespół HRT poinformował, że Chandhok stracił pozycję kierowcy wyścigowego z powodu niedopełnienia zobowiązań kontraktowych.
4 września 2010 roku, jako pierwszy z kierowców Formuły 1, testował tor Yeongam, jadąc bolidem Red Bulla. Cztery dni później, 8 września, wziął udział w charytatywnym wyścigu kartingowym w Milton Keynes, którego celem było zebranie pieniędzy na leczenie Chrisa van der Drifta. Chandhok zajął w nim 15. miejsce.
W listopadzie i grudniu 2010 roku Chandhok brał udział w przedsezonowych testach zespołów serii GP2 – Ocean Racing Technology oraz Coloni.

#### 2011

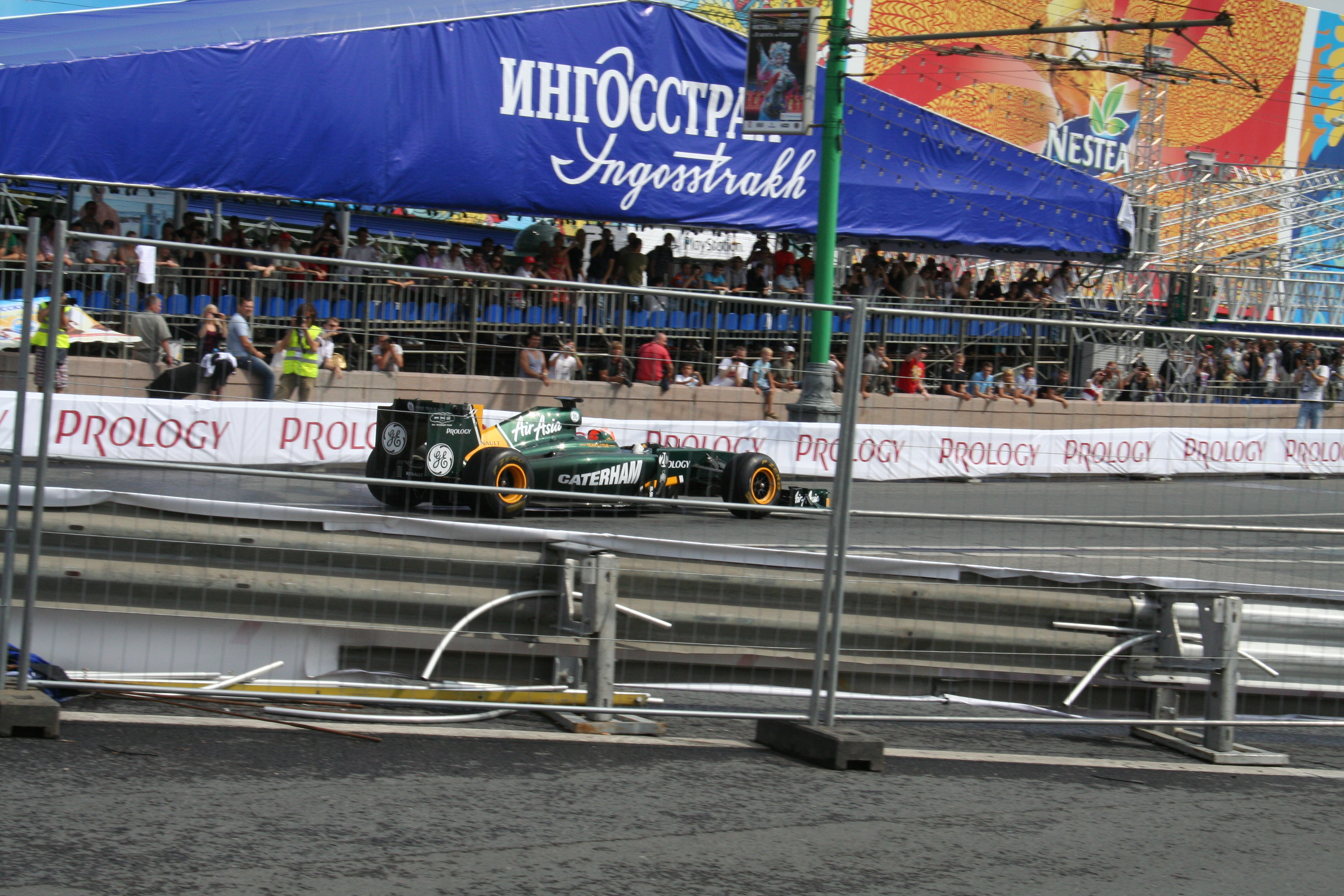
Karun Chandhok podczas imprezy pokazowej Bavaria City Racing w Moskwie

Przed rozpoczęciem sezonu 2011 Chandhok prowadził rozmowy na temat zatrudnienia z trzema zespołami występującymi w Formule 1 – Teamem Lotus, HRT i Force India. Chandhok miał wziąć udział w przedsezonowych testach zespołu Team Lotus w Jerez de la Frontera i Barcelonie, jednak ostatecznie do tego nie doszło.
W lutym 2011 roku Chandhok wziął udział w testach bolidu zespołu Double R Racing występującego w brytyjskiej Formule 3.
Ostatecznie 22 marca zespół Team Lotus ogłosił, iż Karun Chandhok, obok Davide Valsecchiego, Luiza Razia i Ricardo Teixeiry, został kierowcą testowym i piątkowym ekipy.
Trzy dni później, 25 marca, Chandhok wziął udział w pierwszej sesji treningowej przed Grand Prix Australii. Wyjechał na tor jako pierwszy ze wszystkich kierowców, jednak na wyjściu z trzeciego zakrętu okrążenia wyjazdowego stracił panowanie nad bolidem i uderzył w ścianę rozbijając bolid, w wyniku czego nie został sklasyfikowany.
6 maja Chandhok po raz drugi w sezonie wystartował w piątkowej sesji treningowej. W pierwszej sesji treningowej przed Grand Prix Turcji przejechał 6 okrążeń, jednak, z powodu deszczu, uzyskał czas o blisko 8 sekund gorszy od swojego partnera z zespołu i został sklasyfikowany na 21. pozycji.
24 czerwca Hindus po raz trzeci w sezonie został zgłoszony do startu w pierwszej piątkowej sesji treningowej przed Grand Prix Europy, jednak, w wyniku problemów ze skrzynią biegów, przejechał 2 okrążenia, nie zaliczył żadnego czasu okrążenia i nie został sklasyfikowany.

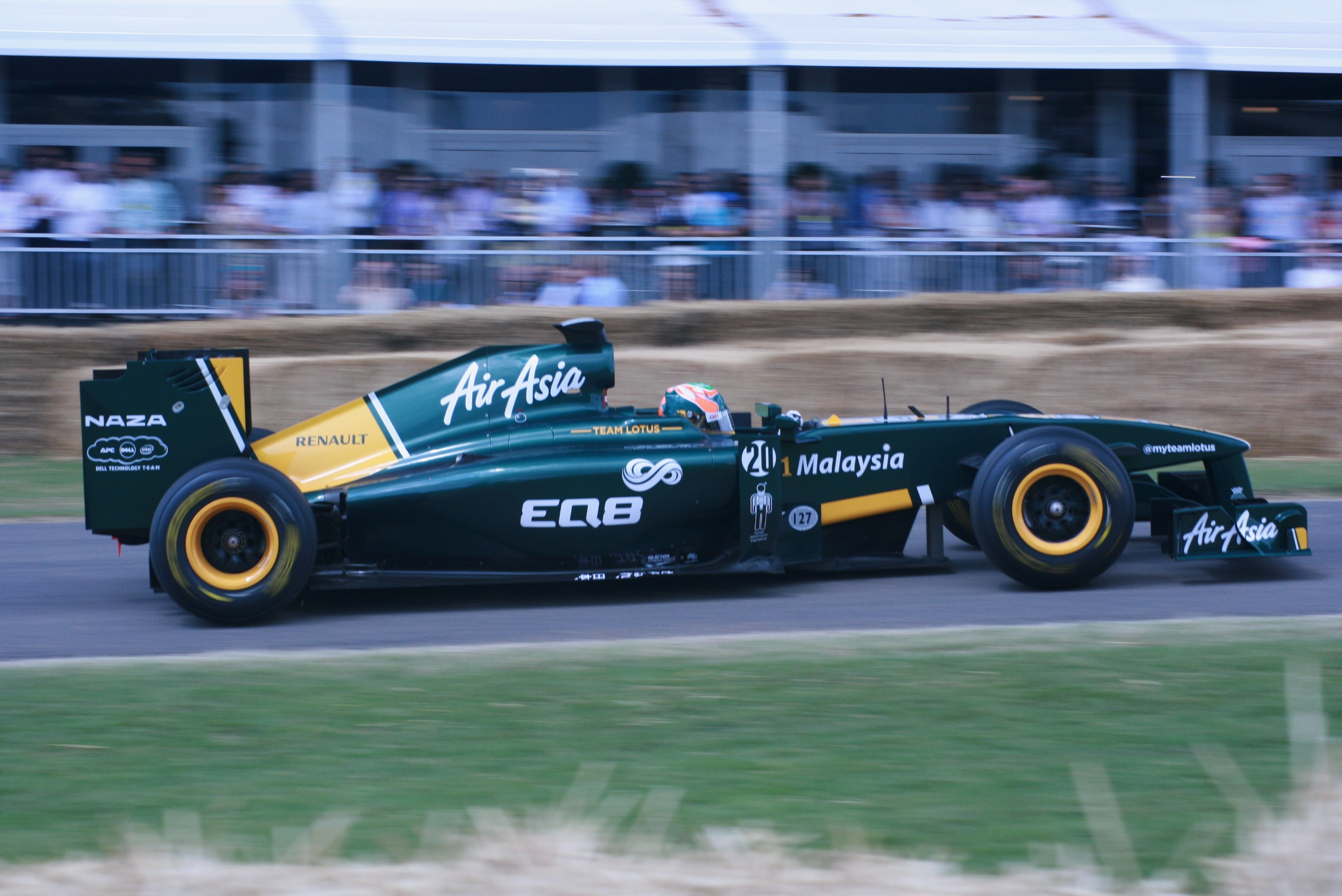
Karun Chandhok w bolidzie Lotus T127 podczas festiwalu samochodowego w Goodwood w 2011 roku

Na początku lipca Chandhok wziął udział w 19. edycji corocznego festiwalu samochodowego w Goodwood.
8 lipca, podczas pierwszej sesji treningowej przed Grand Prix Wielkiej Brytanii, Karun Chandhok, po raz pierwszy w sezonie, przejechał ponad 10 okrążeń podczas oficjalnej sesji treningowej. W sumie Hindus przejechał 17 okrążeń i został sklasyfikowany na 20. pozycji.
17 lipca Karun Chandhok, wspólnie z Jensonem Buttonem, Giancarlo Fisichellą i Luizem Razią, wziął udział w imprezie pokazowej Bavaria City Racing, zorganizowanej w Moskwie na Placu Czerwonym i wokół Kremlu.
21 lipca zespół Team Lotus podał informację, że podczas całego Grand Prix Niemiec 2011 Chandhok zastąpi Jarno Trullego. Dwa dni później Chandhok, po raz pierwszy w sezonie 2011, wziął udział w kwalifikacjach do Grand Prix Niemiec. Zajął 21. pozycję, jednak, z powodu dyskwalifikacji Sébastiena Buemiego do wyścigu wystartował z 20. pola startowego. Podczas rywalizacji, na 25. okrążeniu w zakręcie Bit Chandhok wypadł z toru i zatrzymał się w tzw. „żwirowej pułapce”, jednak zdołał z niej wyjechać i ukończył wyścig na ostatnim, 20. miejscu.

### FIA World Endurance Championship
W styczniu 2012 Chandhok ogłosił przyłączenie się do zespołu JRM Racing (obok Davida Brabhama i Petera Dumbrecka) i rozpoczęcie startów w serii wyścigów wielogodzinnych FIA World Endurance Championship. Startował w 8 wyścigach, w jednym był niesklasyfikowany, w pozostałych zajmował miejsca od 5 do 17. W klasyku 24h Le Mans 2012 zajął 6. miejsce.

### Formuła E
W sezonie 2014/2015 Hindus podpisał kontrakt z indyjską ekipą Mahindra Racing na starty w Formule E. W ciągu jedenastu wyścigów, w których wystartował, uzbierał łącznie osiemnaście punktów. Został sklasyfikowany na siedemnastej pozycji w końcowej klasyfikacji kierowców.

## Wyniki

### Formuła 1
| Legenda oznaczeń w tabelach wyników Wyświetl szablon na nowej stronie | Legenda oznaczeń w tabelach wyników Wyświetl szablon na nowej stronie                                                                     |
| Oznaczenie                                                            | Wyjaśnienie |
| --------------------------------------------------------------------- | --- |
| Złoty                                                                 | Zwycięzca lub mistrzostwo |
| Srebrny                                                               | 2. miejsce lub wicemistrzostwo |
| Brązowy                                                               | 3. miejsce lub II wicemistrzostwo |
| Zielony                                                               | Ukończył, punktował (w klasyfikacji generalnej, gdy zdobył co najmniej jeden punkt na przestrzeni sezonu, poza trzema powyższymi opcjami) |
| Niebieski                                                             | Ukończył, nie punktował (w klasyfikacji generalnej, gdy nie zdobył co najmniej jednego punktu na przestrzeni sezonu)                      |
| Czerwony                                                              | Nie zakwalifikował się (NZ) |
| Czerwony                                                              | Nie prekwalifikował się (NPK) |
| Różowy                                                                | Nie ukończył (NU) |
| Różowy                                                                | Niesklasyfikowany (NS) (w klasyfikacji generalnej, gdy nie został sklasyfikowany w żadnym wyścigu sezonu)                                 |
| Czarny                                                                | Zdyskwalifikowany (DK) |
| Czarny                                                                | Wykluczony (WYK/EX) |
| Biały                                                                 | Nie wystartował (NW) |
| Biały                                                                 | Kontuzjowany (K/INJ) |
| Biały                                                                 | Wyścig odwołany (OD/C) |
| Bez koloru                                                            | Został wycofany (WYC/WD) |
| Bez koloru                                                            | Nie przybył (NP/DNA) |
| Bez koloru                                                            | Nie brał udziału w treningach (NT/DNP) |
| Bez koloru                                                            | Nie został zgłoszony (–) |
| Pogrubienie                                                           | Start z pole position |
| Kursywa                                                               | Najszybsze okrążenie wyścigu |
| †                                                                     | Nie ukończył, ale jego rezultat został zaliczony ze względu na przejechanie więcej niż 90% dystansu wyścigu.                              |
| *                                                                     | Sezon w trakcie |
| 1/2/3                                                                 | Punktowana pozycja w sprincie kwalifikacyjnym                                                                                             |
| Lista systemów punktacji Formuły 1                                    | |

| Sezon | Zespół                  | Samochód                | Pozycje startowe / w wyścigach | Pozycje startowe / w wyścigach | Pozycje startowe / w wyścigach | Pozycje startowe / w wyścigach | Pozycje startowe / w wyścigach | Pozycje startowe / w wyścigach | Pozycje startowe / w wyścigach | Pozycje startowe / w wyścigach | Pozycje startowe / w wyścigach | Pozycje startowe / w wyścigach | Pozycje startowe / w wyścigach | Pozycje startowe / w wyścigach | Pozycje startowe / w wyścigach | Pozycje startowe / w wyścigach | Pozycje startowe / w wyścigach | Pozycje startowe / w wyścigach | Pozycje startowe / w wyścigach | Pozycje startowe / w wyścigach | Pozycje startowe / w wyścigach | Pozycje startowe / w wyścigach | Pozycje startowe / w wyścigach |
| Sezon | Zespół                  | Silnik                  | 1                              | 2                              | 3                              | 4                              | 5                              | 6                              | 7                              | 8                              | 9                              | 10                             | 11                             | 12                             | 13                             | 14                             | 15                             | 16                             | 17                             | 18                             | 19                             | 20                             | 21                             |
| 2010  |                         |                         | Bahrajn                        | Australia                      | Malezja                        |                                | Hiszpania                      | Monako                         | Turcja                         | Kanada                         | Unia Europejska                | Wielka Brytania                | Niemcy                         | Węgry                          | Belgia                         | Włochy                         | Singapur                       | Japonia                        | Korea Południowa               | Brazylia                       |                                |                                |                                |
| ----- | ----------------------- | ----------------------- | ------------------------------ | ------------------------------ | ------------------------------ | ------------------------------ | ------------------------------ | ------------------------------ | ------------------------------ | ------------------------------ | ------------------------------ | ------------------------------ | ------------------------------ | ------------------------------ | ------------------------------ | ------------------------------ | ------------------------------ | ------------------------------ | ------------------------------ | ------------------------------ | ------------------------------ | ------------------------------ | ------------------------------ |
| 2010  | Hispania Racing F1 Team | Hispania F110           | 24                             | 24                             | 22                             | 24                             | 23                             | 23                             | 24                             | 24                             | 23                             | 23                             | -                              | -                              | -                              | -                              | -                              | -                              | -                              | -                              | -                              |                                |                                |
| 2010  | Hispania Racing F1 Team | Cosworth CA2010 2,4l V8 | NU                             | 14                             | 15                             | 17                             | NU                             | 14                             | 20                             | 18                             | 19                             | 20                             | -                              | -                              | -                              | -                              | -                              | -                              | -                              | -                              | -                              |                                |                                |
| 2011  |                         |                         | Australia                      | Malezja                        |                                | Turcja                         | Hiszpania                      | Monako                         | Kanada                         | Unia Europejska                | Wielka Brytania                | Niemcy                         | Węgry                          | Belgia                         | Włochy                         | Singapur                       | Japonia                        | Korea Południowa               | Indie                          |                                | Brazylia                       |                                |                                |
| 2011  | Team Lotus              | Lotus T128              | -                              | -                              | -                              | -                              | -                              | -                              | -                              | -                              | -                              | 21                             | -                              | -                              | -                              | -                              | -                              | -                              | -                              | -                              | -                              |                                |                                |
| 2011  | Team Lotus              | Renault RS27-2011       | -                              | -                              | -                              | -                              | -                              | -                              | -                              | -                              | -                              | 20                             | -                              | -                              | -                              | -                              | -                              | -                              | -                              | -                              | -                              |                                |                                |

### GP2
| Legenda oznaczeń w tabelach wyników Wyświetl szablon na nowej stronie | Legenda oznaczeń w tabelach wyników Wyświetl szablon na nowej stronie                                                                     |
| Oznaczenie                                                            | Wyjaśnienie |
| --------------------------------------------------------------------- | --- |
| Złoty                                                                 | Zwycięzca lub mistrzostwo |
| Srebrny                                                               | 2. miejsce lub wicemistrzostwo |
| Brązowy                                                               | 3. miejsce lub II wicemistrzostwo |
| Zielony                                                               | Ukończył, punktował (w klasyfikacji generalnej, gdy zdobył co najmniej jeden punkt na przestrzeni sezonu, poza trzema powyższymi opcjami) |
| Niebieski                                                             | Ukończył, nie punktował (w klasyfikacji generalnej, gdy nie zdobył co najmniej jednego punktu na przestrzeni sezonu)                      |
| Czerwony                                                              | Nie zakwalifikował się (NZ) |
| Czerwony                                                              | Nie prekwalifikował się (NPK) |
| Różowy                                                                | Nie ukończył (NU) |
| Różowy                                                                | Niesklasyfikowany (NS) (w klasyfikacji generalnej, gdy nie został sklasyfikowany w żadnym wyścigu sezonu)                                 |
| Czarny                                                                | Zdyskwalifikowany (DK) |
| Czarny                                                                | Wykluczony (WYK/EX) |
| Biały                                                                 | Nie wystartował (NW) |
| Biały                                                                 | Kontuzjowany (K/INJ) |
| Biały                                                                 | Wyścig odwołany (OD/C) |
| Bez koloru                                                            | Został wycofany (WYC/WD) |
| Bez koloru                                                            | Nie przybył (NP/DNA) |
| Bez koloru                                                            | Nie brał udziału w treningach (NT/DNP) |
| Bez koloru                                                            | Nie został zgłoszony (–) |
| Pogrubienie                                                           | Start z pole position |
| Kursywa                                                               | Najszybsze okrążenie wyścigu |
| †                                                                     | Nie ukończył, ale jego rezultat został zaliczony ze względu na przejechanie więcej niż 90% dystansu wyścigu.                              |
| *                                                                     | Sezon w trakcie |
| 1/2/3                                                                 | Punktowana pozycja w sprincie kwalifikacyjnym                                                                                             |
| Lista systemów punktacji Formuły 1                                    | |

| Rok  | Zespół                  | Wyniki w poszczególnych eliminacjach | Wyniki w poszczególnych eliminacjach | Wyniki w poszczególnych eliminacjach | Wyniki w poszczególnych eliminacjach | Wyniki w poszczególnych eliminacjach | Wyniki w poszczególnych eliminacjach | Wyniki w poszczególnych eliminacjach | Wyniki w poszczególnych eliminacjach | Wyniki w poszczególnych eliminacjach | Wyniki w poszczególnych eliminacjach | Wyniki w poszczególnych eliminacjach | Wyniki w poszczególnych eliminacjach | Wyniki w poszczególnych eliminacjach | Wyniki w poszczególnych eliminacjach | Wyniki w poszczególnych eliminacjach | Wyniki w poszczególnych eliminacjach | Wyniki w poszczególnych eliminacjach | Wyniki w poszczególnych eliminacjach | Wyniki w poszczególnych eliminacjach | Wyniki w poszczególnych eliminacjach | Wyniki w poszczególnych eliminacjach | Punkty | Pozycja |
| ---- | ----------------------- | ------------------------------------ | ------------------------------------ | ------------------------------------ | ------------------------------------ | ------------------------------------ | ------------------------------------ | ------------------------------------ | ------------------------------------ | ------------------------------------ | ------------------------------------ | ------------------------------------ | ------------------------------------ | ------------------------------------ | ------------------------------------ | ------------------------------------ | ------------------------------------ | ------------------------------------ | ------------------------------------ | ------------------------------------ | ------------------------------------ | ------------------------------------ | ------ | ------- |
| 2007 | Durango                 | BHR                                  | BHR                                  | ESP                                  | ESP                                  | MON                                  | FRA                                  | FRA                                  | GBR                                  | GBR                                  | DEU                                  | DEU                                  | HUN                                  | HUN                                  | TUR                                  | TUR                                  | ITA                                  | ITA                                  | BEL                                  | BEL                                  | VAL                                  | VAL                                  | 16     | 15      |
| 2007 | Durango                 | 9                                    | NU                                   | NU                                   | 15                                   | NU                                   | NU                                   | 16                                   | 12                                   | 13                                   | NU                                   | 16                                   | 14                                   | 15                                   | 8                                    | NU                                   | 5                                    | 6                                    | 7                                    | 1                                    | 17                                   | NU                                   | 16     | 15      |
| 2008 | iSport International    | ESP                                  | ESP                                  | TUR                                  | TUR                                  | MON                                  | MON                                  | FRA                                  | FRA                                  | GBR                                  | GBR                                  | DEU                                  | DEU                                  | HUN                                  | HUN                                  | VAL                                  | VAL                                  | BEL                                  | BEL                                  | ITA                                  | ITA                                  |                                      | 31     | 10      |
| 2008 | iSport International    | 9                                    | NU                                   | 4                                    | 12                                   | 3                                    | NU                                   | 7                                    | NU                                   | 3                                    | NU                                   | 8                                    | 1                                    | 4                                    | NW                                   | 15                                   | NU                                   | 10                                   | 7                                    | 11                                   | NU                                   |                                      | 31     | 10      |
| 2009 | Ocean Racing Technology | ESP                                  | ESP                                  | MON                                  | MON                                  | TUR                                  | TUR                                  | GBR                                  | GBR                                  | DEU                                  | DEU                                  | HUN                                  | HUN                                  | VAL                                  | VAL                                  | BEL                                  | BEL                                  | ITA                                  | ITA                                  | POR                                  | POR                                  |                                      | 10     | 18      |
| 2009 | Ocean Racing Technology | NU                                   | NU                                   | 7                                    | NU                                   | 13                                   | 14                                   | 6                                    | 3                                    | 11                                   | NU                                   | 17†                                  | 10                                   | NU                                   | 6                                    | NU                                   | 7                                    | 19†                                  | 12                                   | NU                                   | 13                                   |                                      | 10     | 18      |

### Azjatycka Seria GP2
| Legenda oznaczeń w tabelach wyników Wyświetl szablon na nowej stronie | Legenda oznaczeń w tabelach wyników Wyświetl szablon na nowej stronie                                                                     |
| Oznaczenie                                                            | Wyjaśnienie |
| --------------------------------------------------------------------- | --- |
| Złoty                                                                 | Zwycięzca lub mistrzostwo |
| Srebrny                                                               | 2. miejsce lub wicemistrzostwo |
| Brązowy                                                               | 3. miejsce lub II wicemistrzostwo |
| Zielony                                                               | Ukończył, punktował (w klasyfikacji generalnej, gdy zdobył co najmniej jeden punkt na przestrzeni sezonu, poza trzema powyższymi opcjami) |
| Niebieski                                                             | Ukończył, nie punktował (w klasyfikacji generalnej, gdy nie zdobył co najmniej jednego punktu na przestrzeni sezonu)                      |
| Czerwony                                                              | Nie zakwalifikował się (NZ) |
| Czerwony                                                              | Nie prekwalifikował się (NPK) |
| Różowy                                                                | Nie ukończył (NU) |
| Różowy                                                                | Niesklasyfikowany (NS) (w klasyfikacji generalnej, gdy nie został sklasyfikowany w żadnym wyścigu sezonu)                                 |
| Czarny                                                                | Zdyskwalifikowany (DK) |
| Czarny                                                                | Wykluczony (WYK/EX) |
| Biały                                                                 | Nie wystartował (NW) |
| Biały                                                                 | Kontuzjowany (K/INJ) |
| Biały                                                                 | Wyścig odwołany (OD/C) |
| Bez koloru                                                            | Został wycofany (WYC/WD) |
| Bez koloru                                                            | Nie przybył (NP/DNA) |
| Bez koloru                                                            | Nie brał udziału w treningach (NT/DNP) |
| Bez koloru                                                            | Nie został zgłoszony (–) |
| Pogrubienie                                                           | Start z pole position |
| Kursywa                                                               | Najszybsze okrążenie wyścigu |
| †                                                                     | Nie ukończył, ale jego rezultat został zaliczony ze względu na przejechanie więcej niż 90% dystansu wyścigu.                              |
| *                                                                     | Sezon w trakcie |
| 1/2/3                                                                 | Punktowana pozycja w sprincie kwalifikacyjnym                                                                                             |
| Lista systemów punktacji Formuły 1                                    | |

| Rok       | Zespół                                  | Wyniki w poszczególnych eliminacjach | Wyniki w poszczególnych eliminacjach | Wyniki w poszczególnych eliminacjach | Wyniki w poszczególnych eliminacjach | Wyniki w poszczególnych eliminacjach | Wyniki w poszczególnych eliminacjach | Wyniki w poszczególnych eliminacjach | Wyniki w poszczególnych eliminacjach | Wyniki w poszczególnych eliminacjach | Wyniki w poszczególnych eliminacjach | Wyniki w poszczególnych eliminacjach | Punkty | Pozycja |
| --------- | --------------------------------------- | ------------------------------------ | ------------------------------------ | ------------------------------------ | ------------------------------------ | ------------------------------------ | ------------------------------------ | ------------------------------------ | ------------------------------------ | ------------------------------------ | ------------------------------------ | ------------------------------------ | ------ | ------- |
| 2008      | iSport International                    | ARE                                  | ARE                                  | IDN                                  | IDN                                  | MAL                                  | MAL                                  | BHR                                  | BHR                                  | ARE                                  | ARE                                  |                                      | 7      | 13      |
| 2008      | iSport International                    | 7                                    | 3                                    | NU                                   | 13                                   | NU                                   | 7                                    | 8                                    | NU                                   | NU                                   | NU                                   |                                      | 7      | 13      |
| 2008/2009 | BCN Competición Ocean Racing Technology | CHN                                  | CHN                                  | ARE                                  | BHR                                  | BHR                                  | QAT                                  | QAT                                  | MAL                                  | MAL                                  | BHR                                  | BHR                                  | 0      | 26      |
| 2008/2009 | BCN Competición Ocean Racing Technology | –                                    | –                                    | –                                    | –                                    | –                                    | –                                    | –                                    | –                                    | –                                    | 9                                    | NU                                   | 0      | 26      |

### Formuła Renault 3.5
| Legenda oznaczeń w tabelach wyników Wyświetl szablon na nowej stronie | Legenda oznaczeń w tabelach wyników Wyświetl szablon na nowej stronie                                                                     |
| Oznaczenie                                                            | Wyjaśnienie |
| --------------------------------------------------------------------- | --- |
| Złoty                                                                 | Zwycięzca lub mistrzostwo |
| Srebrny                                                               | 2. miejsce lub wicemistrzostwo |
| Brązowy                                                               | 3. miejsce lub II wicemistrzostwo |
| Zielony                                                               | Ukończył, punktował (w klasyfikacji generalnej, gdy zdobył co najmniej jeden punkt na przestrzeni sezonu, poza trzema powyższymi opcjami) |
| Niebieski                                                             | Ukończył, nie punktował (w klasyfikacji generalnej, gdy nie zdobył co najmniej jednego punktu na przestrzeni sezonu)                      |
| Czerwony                                                              | Nie zakwalifikował się (NZ) |
| Czerwony                                                              | Nie prekwalifikował się (NPK) |
| Różowy                                                                | Nie ukończył (NU) |
| Różowy                                                                | Niesklasyfikowany (NS) (w klasyfikacji generalnej, gdy nie został sklasyfikowany w żadnym wyścigu sezonu)                                 |
| Czarny                                                                | Zdyskwalifikowany (DK) |
| Czarny                                                                | Wykluczony (WYK/EX) |
| Biały                                                                 | Nie wystartował (NW) |
| Biały                                                                 | Kontuzjowany (K/INJ) |
| Biały                                                                 | Wyścig odwołany (OD/C) |
| Bez koloru                                                            | Został wycofany (WYC/WD) |
| Bez koloru                                                            | Nie przybył (NP/DNA) |
| Bez koloru                                                            | Nie brał udziału w treningach (NT/DNP) |
| Bez koloru                                                            | Nie został zgłoszony (–) |
| Pogrubienie                                                           | Start z pole position |
| Kursywa                                                               | Najszybsze okrążenie wyścigu |
| †                                                                     | Nie ukończył, ale jego rezultat został zaliczony ze względu na przejechanie więcej niż 90% dystansu wyścigu.                              |
| *                                                                     | Sezon w trakcie |
| 1/2/3                                                                 | Punktowana pozycja w sprincie kwalifikacyjnym                                                                                             |
| Lista systemów punktacji Formuły 1                                    | |

| Rok  | Zespół        | Wyniki w poszczególnych eliminacjach | Wyniki w poszczególnych eliminacjach | Wyniki w poszczególnych eliminacjach | Wyniki w poszczególnych eliminacjach | Wyniki w poszczególnych eliminacjach | Wyniki w poszczególnych eliminacjach | Wyniki w poszczególnych eliminacjach | Wyniki w poszczególnych eliminacjach | Wyniki w poszczególnych eliminacjach | Wyniki w poszczególnych eliminacjach | Wyniki w poszczególnych eliminacjach | Wyniki w poszczególnych eliminacjach | Wyniki w poszczególnych eliminacjach | Wyniki w poszczególnych eliminacjach | Wyniki w poszczególnych eliminacjach | Wyniki w poszczególnych eliminacjach | Wyniki w poszczególnych eliminacjach | Punkty | Pozycja |
| ---- | ------------- | ------------------------------------ | ------------------------------------ | ------------------------------------ | ------------------------------------ | ------------------------------------ | ------------------------------------ | ------------------------------------ | ------------------------------------ | ------------------------------------ | ------------------------------------ | ------------------------------------ | ------------------------------------ | ------------------------------------ | ------------------------------------ | ------------------------------------ | ------------------------------------ | ------------------------------------ | ------ | ------- |
| 2005 | RC Motorsport | BEL                                  | BEL                                  | MON                                  | VAL                                  | VAL                                  | FRA                                  | FRA                                  | BIL                                  | BIL                                  | DEU                                  | DEU                                  | GBR                                  | GBR                                  | PRT                                  | PRT                                  | ITA                                  | ITA                                  | 0      | 29      |
| 2005 | RC Motorsport | 13                                   | 11                                   | NU                                   | 16                                   | NU                                   | NW                                   | NW                                   | –                                    | –                                    | –                                    | –                                    | –                                    | –                                    | –                                    | –                                    | –                                    | –                                    | 0      | 29      |